# Я, я, я й інші
«Я, я, я й інші» («Io, io, io… e gli altri») — італійська чорно-біла кінокомедія 1966 року, знята режисером Алессандро Блазетті, знята на кіностудіях «Rizzoli Film» і «Cineluxor».

## Сюжет
Журналіст Сандро (Вальтер К'ярі) розмірковує про те, як влаштований цей світ. Він стверджує, що людина в будь-якій ситуації думає тільки про себе, й ілюструє свої думки замальовками з життя різних людей. Об'єктами його спостереження стають сімейні пари, батьки і діти, влада, церква і просто люди на вулицях. У комічному ключі режисер і його герой показують виплекані наші гріхи — гордість, байдужість, жадібність та егоїзм. «Головне слово в житті людини, — стверджує журналіст, — слово „Я“».

## У ролях
- Джина Лоллобриджида: Тітта
- Сільвана Мангано: Сільвія
- Вальтер К'ярі: Сандро Равелло
- Вітторіо де Сіка: комендант Трепоссі
- Ніно Манфреді: «Міллеваче»
- Марчелло Мастроянні: Пеппіно Марассі
- Катеріна Боратто: Луїджіа
- Вітторіо Капріолі: Почесний Фініціо
- Маріо Вальдемарін: офіціант
- Еліза Чегані: економка
- Андреа Чеккі: молільник
- Умберто Д'Орсі: мандрівник
- Грацієлла Граната: Джизелла
- Маріса Мерліні: жінка, що розмовляє по телефону
- Паоло Панеллі: фоторепортер
- Маріо Пізу: епізод
- Луїза Рівеллі: жінка, що танцює
- Грація Марія Спіна: племінниця Пеппіно
- Карло Спозіто: бармен
- Етторе Джері: чоловік у церкві
- Саро Урці: чоловік, який молиться
- Сандро Дорі: журналіст
- Маріо Скачча: Гідаріно
- Франка Валері: секретарка
- Сільва Кошина: примадонна
- Вінченцо Таларіко: Індро
- Пол Мюллер: продюсер
- Леліо Луттацці: друг режисера
- Маріна Мальфатті: мандрівниця потягом
- Лена фон Мартенс: мандрівниця потягом
- Сальво Рандоне: мандрівник потягом
- Карло Кроччоло: мандрівник потягом
- Ренато Малавазі: швейцар у редакції
- Ренато Пінчіролі: журналіст
- Міммо Полі: журналіст
- Джон Карлсен: знайомий Сільвії
- Жан Ружіль: епізод
- Фабріціо Мороні: епізод
- Джустіно Дурано: дорожній поліцейський
- Даніела Суріна: черниця
- Клоді Ланге: епізод
- Неріо Бернарді: епізод
- Сільвіо Баголіні: ловець собак
- Тоні Уччі: епізод
- Джанні Ріццо: епізод

## Знімальна група
- Режисер: Алессандро Блазетті
- Сценарій: Алессандро Блазетті, Карло Романо, Age & Scarpelli, Сузо Чеккі д'Аміко, Адріано Баракко, Леонардо Бенвенуті, П'єро Де Бернарді, Енніо Флаяно, Джорджо Россі, Ліанелла Карелл, Ліберо Соларолі, Вінченцо Таларіко
- Продюсер: Луїджі Ровере
- Оператор: Альдо Джордані
- Монтаж: Татьяна Казіні Моріґі
- Композитор: Карло Рустікеллі
- Художники: Даріо Чеккі, Оттавіо Скотті
- Костюми: Мілена Бономо